# Evert Taube

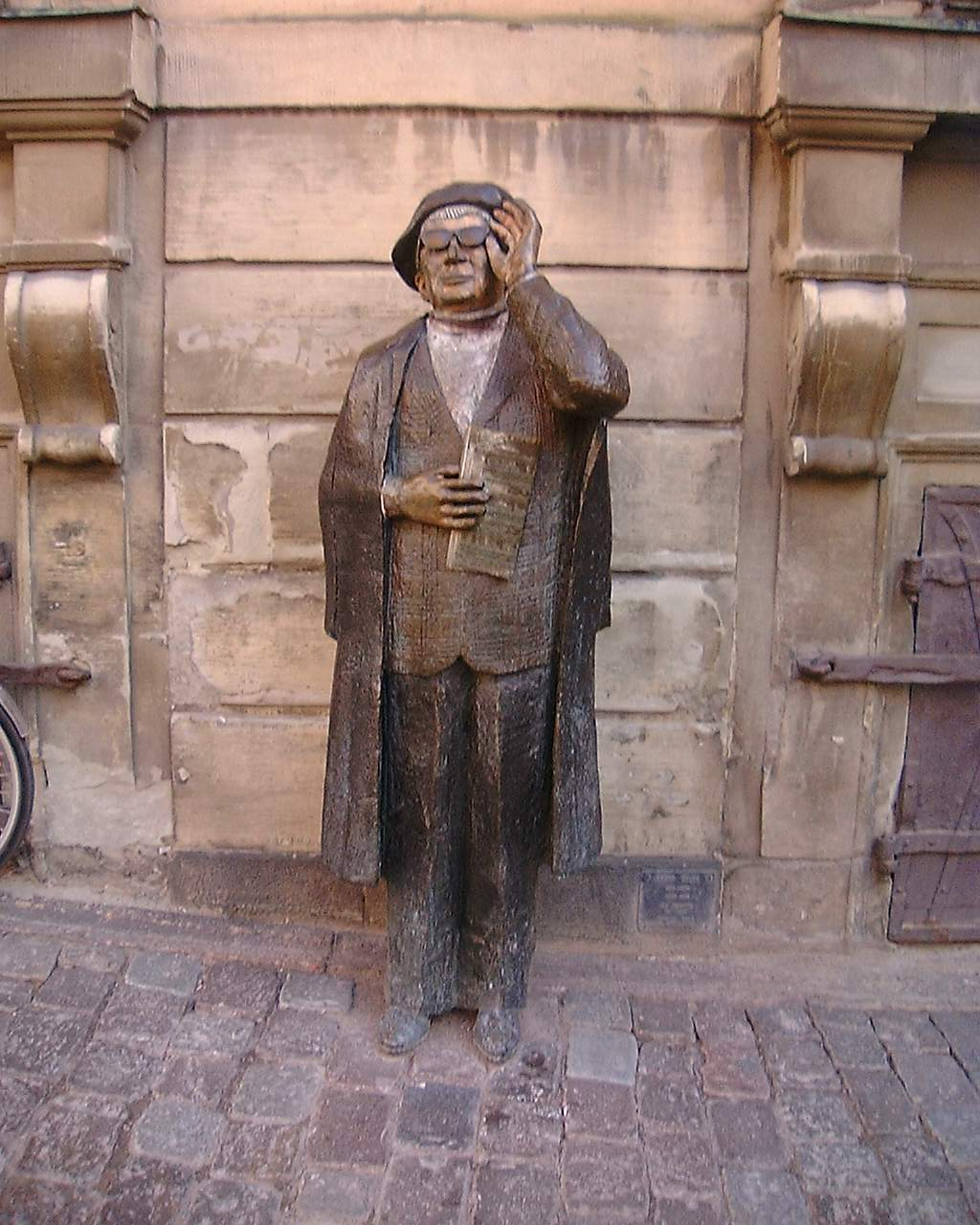
Estatua de Evert Taube en la ciudad vieja de Estocolmo

Evert Axel Taube (Gotemburgo, 12 de marzo de 1890-Estocolmo, 31 de enero de 1976) fue un poeta, artista, compositor y cantante suecoargentino. Es considerado como uno de los más importantes músicos de Suecia por su amplia producción musical.

## Biografía
En 1910 viajó a América Latina donde permaneció 5 años trabajando, principalmente en Argentina. Durante su estadía fue fuertemente inspirado por la música rioplatense, principalmente por el tango; allí creó algunas de sus más famosas canciones, entre las más destacadas son "Fritiof och Carmencita" y "När jag var en ung caballero". La canción "Fritiof och Carmencita" cuenta en ritmo de tango la historia de como Evert Taube, a través de su alias Fritiof Andersson, se enamora de la joven Carmencita en la localidad de Samborombón (Provincia de Buenos Aires), quien lo rechaza para casarse con un terrateniente local. Escribió unos diez tangos y otras canciones inspiradas por la música y el mundo latinoamericano; Vidalitá, Sololá, Stockholmsmelodi, Bibbi entre otras. Esta última canción incluso contiene fragmentos de Bartolo, una canción conocida en gran parte de América Latina. 
Durante el periodo en Argentina, Evert Taube también obtuvo la ciudadanía argentina.

### Vida personal
Evert Taube se casó con la escultora y pintora Astri Bergman y tuvieron 4 niños; Per-Evert Arvid Joachim Taube (1926-2009), Rose Marie Astrid Elisabet Taube (1928-1928), Ellinor Gunnel Astri Elisabeth Taube (1930-1998) y Sven-Bertil Taube (1934–).

## Algunas de sus canciones más destacadas
- Brevet från Lillan (Pappa kom hem)
- Byssan Lull
- Calle Schewens vals
- Dansen på Sunnanö
- Flickan i Havanna
- Fritiof Anderssons paradmarsch
- Fritiof och Carmencita (Samborombon)
- Möte i monsunen
- Natt i Ligurien
- När jag var en ung caballero
- Sjösala vals (Rönnerdahl han skuttar)
- Så länge skutan kan gå
- Så skimrande var aldrig havet
- Vals i Furusund
- Vals I Valparaiso